# Diego Rosel y Fuenllana
Diego Rosel y Fuenllana fue un escritor y militar español del Siglo de Oro.
Natural de Madrid, fue sargento mayor en España y gobernador de Santa Ágata en Italia. Hizo amistad con Miguel de Cervantes, que dedicó un buen soneto en alabanza de una miscelánea suya: Parte Primera de Varias Explicaciones y Transformaciones las quales tractan Terminos Cortesanos Practica Militar, Casos de Estado en prosa y verso con nueuos Hieroglificos y algunos puntos morales. Dirigido à la Magestad del Cristianissimo Rey de Francia (Ludovico XIII) (Nápoles: Juan Domingo Roncallolo, 1613).
En este libro quiso ocuparse de los asuntos más diversos; y para que resultara un todo de tal desajuste, recurrió al engarce de las metamorfosis o transformaciones, pues, según señala el propio autor:

Me distes de sugeto tragasse con inuentiua algunas nueuas aplicaciones, y transformaciones, imitando en alguna parte al modelo de nuestro antiguo Metamorfóseos, aunque diferente en los pensamientos, mas hauía de ser con pinsión que fuessen deriuadas de un nombre proprio, para que después de arguyendo ingenio fuessen de utilidad, y gusto del que las oyesse, sobre la cual derivación se hauía de hazer la fábula, o historia aplicándola siempre al animal, o persona del dicho nombre

Y así, y con semejante sintaxis por añadidura, con el elefante desarrolla el argumento de la envidia, con el avestruz el de la liviandad, con el escarabajo el de la vanidad de los hombres, etc. En la obra se incluyen asimismo poemas, jeroglíficos, discursos moralizantes, etcétera, elementos todos que han llevado a calificarla como "peregrino y ridículo libro" o de "miscelánea estrafalaria". Lope de Vega, a quien sólo un imbécil rematado podía acusar de pobre imaginativa, se quedó de piedra con el libro y, en 1624, escribía en su novela cortesana Guzmán el Bravo:

No era menester buscarle las aplicaciones de don Diego Rosel y Fuenllana, un caballero que se llamaba alférez de las partes de España y que imprimió un libro en Nápoles, De aplicaciones, que no debería estar sin él ningún hipocondríaco.

En efecto, difícilmente se hallará mayor colección de disparates engendrada por una imaginación calenturienta, si uno se olvida del Jardín de flores curiosas de Antonio de Torquemada en el siglo xvi, libro al que deja muy atrás y que, si también fue criticado por Cervantes, no menos cierto es que ejercía sobre él una similar y extraña fascinación. Las Varias explicaciones y transformaciones están escritas en forma de coloquio entre Menandro, Flugencio, Teodosio y Roselio, los cuales conversan a orillas del Manzanares. Rudolph Schevill y Adolfo Bonilla comentan en su edición de las poesías de Cervantes que, cuando en el Quixote (II, 22), pone el autor en boca del primo del Licenciado el propósito de publicar un libro:

A quien he de llamar Metamorfoseos o Ovidio español, de invención nueva y rara, porque en él, imitando a Ovidio en lo burlesco, pinto quién fue la Giralda de Sevilla y el Ángel de la Madalena, quién el caño de Vecinguerra, de Córdoba, quiénes los Toros de Guisando, la Sierra Morena, las fuentes de Leganitos y Lavapiés, de Madrid, no olvidándome de la del Piojo, de la del Caño Dorado y de la Priora; y esto, con sus alegorías, metáforas y traslaciones

...tuviese en mientes al estrafalario Gobernador de Santa Ágata. El caso es que Rosel debía ser todo un lanudazo ingenuo cuando pidió también un soneto a Quevedo y lo incluyó por demás en alabanza de su obra, sin darse cuenta de la soterraña y zumbona burla que encerraba tal:

Coronado de lauro, yedra y box, / Rosel le quita al Febo su carcax, / pues haze los esdruxulos sin ax / y a todos los poetas dize ox. / Es de los Hieroglificos latrox, / siendo, en la ciençia, del saber arcax, / y en todo claro, qual lucido valax, / y muy más concertado que un relox. / Al carro del gran Phebo sirue de ex, / y es de aquesta academia el armandix, / obedeciéndole todos como a dux; / es tan veloz, quanto en él agita el pex; / danle las Musas nombre de su dix, / pues hizo en todas artes vn gran flux.

La obra de Diego Rosel y Fuenllana ha sido editada y estudiada modernamente por Alan Soons.